# サミー・アジェイ
サミー・アジェイ（Sammy Adjei, 本名：Samuel Adjei, 1980年9月1日 - ）は、ガーナ出身の元サッカー選手。現役時代のポジションはゴールキーパー。

## 経歴
ガーナ代表ゴールキーパー。2006 FIFAワールドカップではメンバー入りしたものの、初戦の直前に負傷し大会出場はならなかった。

## 所属クラブ
- 1997-2004  アクラ・ハーツ・オブ・オーク
- 2004-2005  クラブ・アフリカーン
- 2005  アクラ・ハーツ・オブ・オーク
- 2005-2008  FCアシュドッド
- 2008-2013  アクラ・ハーツ・オブ・オーク

## 代表歴

### 出場大会
- ガーナ代表
  - 2006 FIFAワールドカップ

### 試合数
- 国際Aマッチ 39試合 0得点（2001年-2007年）[1]

| ガーナ代表 | 国際Aマッチ | 国際Aマッチ |
| 年         | 出場        | 得点        |
| ---------- | ----------- | ----------- |
| 2001       | 5           | 0           |
| 2002       | 9           | 0           |
| 2003       | 2           | 0           |
| 2004       | 7           | 0           |
| 2005       | 6           | 0           |
| 2006       | 8           | 0           |
| 2007       | 2           | 0           |
| 通算       | 39          | 0           |